# Schweizer Mediendatenbank
Die Schweizer Mediendatenbank (SMD) bzw. Swissdox ist eine Datenbank mit Presseartikeln grosser Zeitungen und Zeitschriften sowie Radio- und TV-Beiträgen der Schweiz. Während die SMD nur Medienschaffenden zugänglich ist, kann die Öffentlichkeit kostenpflichtig via swissdox.ch Inhalte der SMD abrufen.

## Organisation und Inhalte
Die SMD Schweizer Mediendatenbank AG (SMD) mit Sitz in Zürich wurde im Mai 1996 gegründet und ist ein Gemeinschaftsunternehmen der beiden Verlagshäuser Ringier (Zofingen) und Tamedia (Zürich) und der Schweizerischen Radio- und Fernsehgesellschaft; die drei Parteien verfügen je über einen Drittel der Aktien (33,33 Prozent). Die Zeitungen und Zeitschriften der beteiligten Verlage sind im Volltext und sofern als Print-Produkt im Umlauf, ist deren Originalzeitungsseite auch als JPG verfügbar. Darüber hinaus enthält die SMD auch den Volltext der meisten Schweizer Tages- und Wochenzeitungen und ausgewählte Artikel von internationalen Pressetiteln. Es werden Print- und Online-Titel archiviert. 
Seit anfangs Juni 2019 werden auch Sendungen des Deutschschweizer Fernsehens (SRF) und des Schweizer Fernsehens in französischer Sprache (RTS) indexiert mit der Möglichkeit, von den indexierten Transkripten oder Untertitelungen sekundengenau auf die jeweilige Sendung zugreifen zu können. Insgesamt enthält die SMD mehr als 31 Millionen Dokumente (Stand 2025) aus über 600 Quellen. Jährlich kommen ca. zwei Millionen dazu.
Der Zugang zur SMD steht Redaktoren der beteiligten Medienhäuser und Partner offen. Seit 2002 ermöglicht die SMD Unternehmen und Privatpersonen über die Website swissdox.ch den kostenpflichtigen Zugang zu ihren Archiven. Seit 2019 bietet die SMD in Zusammenarbeit mit dem Verband der Schweizer Fachjournalisten und impressum, dem grössten Journalistenverband der Schweiz, auch einen kostengünstigen Zugang für freie Journalisten.
In vielen Schulen, Hochschulen und Bibliotheken ist ein Zugang zu Swissdox möglich.

## Löschen von Artikeln
Die Löschung von Artikeln in der Datenbank wird manchmal von Gerichten angeordnet oder von Verlagen von sich aus vorgenommen. Daraus sind auch schon kontroverse Diskussionen entstanden, beispielsweise zur Berichterstattung über Jolanda Spiess-Hegglin.